# Murena brunatna
Murena brunatna (Gymnothorax vicinus) – gatunek morskiej ryby węgorzokształtnej z rodziny murenowatych (Muraenidae). Jej ukąszenia są jadowite i niebezpieczne, a mięso może być trujące.

## Rozmieszczenie i środowisko
Zasięg występowania tego gatunku obejmuje szelfy Oceanu Atlantyckiego. W zachodnim Atlantyku znany jest z Bermudów, wschodniej Florydy, Bahamów, przez Zatokę Meksykańską i Morze Karaibskie, a także wzdłuż Ameryki Południowej do Rio de Janeiro w Brazylii, w tym z archipelagu Fernando de Noronha i Wysp Świętego Piotra i Pawła. We wschodnim Atlantyku znany jest z Azorów, Madery, Wysp Kanaryjskich, Wysp Zielonego Przylądka, Wyspy Wniebowstąpienia oraz Wysp Świętego Tomasza i Książęcych.
Spotykana jest w ciepłych wodach strefy umiarkowanej i tropikalnej na głębokościach do 150 m p.p.m., na rafach koralowych, obszarach ze skalistym lub kamienistym dnem oraz na łąkach trawy morskiej, gdzie występują tylko sporadyczne głazy.

## Cechy charakterystyczne
Ciało wężowate, bocznie ścieśnione, zwłaszcza w części ogonowej. Przekrój głowy jest większy niż tułowia. Głowa lekko spłaszczona od góry, z dużym, sięgającym poza oczy otworem gębowym. Zęby są osadzone w jednym szeregu na obu szczękach. Płetwy piersiowe nie występują. Długa płetwa grzbietowa rozpoczyna się na wysokości otworu skrzelowego. Ciało zielonkawo lub brązowo cętkowane, często z ciemniejszymi plamkami. Płetwy odbytowe i ogonowe mają charakterystyczne jasne, białawe obrzeżenia, które utrzymują się na tylnej części, a czasem nawet na całej długości płetwy grzbietowej.
Dorosłe osobniki tego gatunku osiągają przeciętnie ok. 70 cm (dawniej ok. 100 cm), maksymalnie 122 cm długości całkowitej (TL) oraz masę ciała maksymalnie do 0,75 kg.

## Biologia i ekologia
Prowadzi przydenny i samotniczy tryb życia. Często zmienia zajmowane terytorium i zazwyczaj nie przebywa na nim dłużej niż 30 dni. Żywi się głównie rybami. Murena brunatna jest często spotykana w płytkich wodach. Rozród prawdopodobnie odbywa w wodach głębszych.

## Status i zagrożenia
Według stanu z 2018 gatunek ten figuruje w Czerwonej księdze gatunków zagrożonych Międzynarodowej Unii Ochrony Przyrody (IUCN) w kategorii najmniejszej troski (LC). Nie stwierdzono dla niego istotnych zagrożeń. Jest gatunkiem pospolitym, lokalnie licznie występującym.

## Systematyka
Gatunek opisany naukowo w 1855 przez Francisa de Castelnau pod nazwą Murenophis vicina, ze stanu Bahia w Brazylii.

### Etymologia
- Gymnothorax: gr. γυμνος gumnos „goły, nagi”[8]; θωραξ thōrax, θωρακος thōrakos „pancerz, klatka piersiowa”[9].
- vicinus: łac. vicinus „pobliski”, „sąsiedni”[10].

## Znaczenie gospodarcze
Murena brunatna ma małe znaczenie dla rybołówstwa. Stanowi niewielki przyłów w połowach dennych. W Brazylii jest sprzedawana jako ryba akwariowa. Mięso może mieć właściwości trujące, ale w niektórych krajach zachodniej Afryki, po jego wysuszeniu, jest uznawane za jadalne.